# Natalia Reyes
Natalia Reyes Gaitán (née le 6 février 1987 à Bogota, Colombie) est une actrice colombienne.

## Biographie
Natalia Reyes est connue dans son pays natal pour les séries télévisées telles que Isa TK+, Dulce amor et Cumbia Ninja. Elle joue notamment le rôle de Dani Ramos dans Terminator: Dark Fate.

## Filmographie partielle

### Cinéma
- 2018 : Pickpockets : Juana
- 2018 : Les Oiseaux de passage : Zaida
- 2019 : Running with the Devil : The Woman
- 2019 : Terminator: Dark Fate de Tim Miller : Daniella « Dani » Ramos
- 2025 : Shadow Force de Joe Carnahan : Moriti

### Télévision
- 1995 : Sabor a limón : Rebecca
- 2006 : Las profesionales, a su servicio : Sharon Janeth Sasá
- 2008 : Muñoz vale por 2 : Vanessa Muñoz
- 2009 : Todas odian a Bermúdez : Marcela Delgado
- 2009-2010 : Isa TK+ : Fabiana Medina
- 2009 : Pandillas guerra y paz : María Fernanda
- 2013 : A mano limpia : Ana Lucía Giraldo
- 2013-2015 : Cumbia Ninja : Jéssica
- 2014 : Dulce amor : Florencia Guerrero
- 2015 : Lady : Lady Tabares
- 2016-2017 : 2091 : Roda